# Cursă explozivă
Cursă explozivă (Getaway) - film de acțiune thriller din 2013. Este co-produs și regizat de Courtney Solomon după un scenariu de Gregg Maxwell Parker și Sean Finegan. Cu actorii Ethan Hawke, Selena Gomez și Jon Voight.